# 薔薇のジョゼフィーヌ
『薔薇のジョゼフィーヌ』（ばらのジョゼフィーヌ）は、原作落合薫、作画いがらしゆみこによる日本の漫画。『プリンセスGOLD』（秋田書店）にて、2011年10月号より2014年1月号まで連載された。

## 概要
ジョゼフィーヌ・ド・ボアルネの生涯を描いた作品である。

## あらすじ
ジョゼフィーヌはカリブ海にあるマルチニーク島に生まれ、妹のカトリーヌとフランソワーズ、母親違いの弟アガトと共に幸福な毎日を送っていた。両親は生活には不自由なかったが貧乏貴族であったため、娘たちの縁談を考え始めていた。そして、ある日カトリーヌに縁談の話が来る。しかし重い結核を患っていたカトリーヌは、縁談を受ける間も無く亡くなってしまう。悲しみに明け暮れるボアルネ一家であったが、南国の自然や陽気な人々により明るさを取り戻す。そして、ジョゼフィーヌが16歳になった時、今度はジョゼフィーヌに縁談の話を受ける。両親は快く了承し、ジョゼフィーヌは弟アガト共にパリへと向かうのであった。

## 登場人物
ジョゼフィーヌ
ボアルネ家の長女。非常にわんぱくな少女で両親を度々困らせる。思いやりが強く、家族や島の人々が困っていると必ず手助けするため島民から慕われている。
アガト
ジョゼフィーヌの弟。母親違いであるが家族には差別されるようなことはなく、普通の姉弟として生活している。ジョゼフィーヌの一番のお気に入りである。
ジョゼフィーヌと共にパリへと行く。パリではジョゼフィーヌの唯一の理解者となる。
カトリーヌ
ボアルネ家の次女。結核を患っているが、やさしい性格の少女であった。13歳の時、持病の結核が悪化し亡くなってしまう。
フランソワーズ
ボアルネ家の三女。
アレクサンドル
ジョゼフィーヌと結婚したパリの公爵。ジョゼフィーヌに冷たい態度をとり、夜はパリの貴族ラ・トゥッシュ夫人のもとへ夜遊びに行くこともしばしば。

## 書誌情報
- 原作、落合薫　作画、いがらしゆみこ 『薔薇のジョゼフィーヌ』 秋田書店〈プリンセスコミックス〉 全4巻
  1. 2012年5月16日発売、ISBN 978-4253196819
  2. 2013年1月13日発売、ISBN 978-4253196826
  3. 2013年6月14日発売、ISBN 978-4253196833
  4. 2014年2月14日発売、ISBN 978-4253196840